# 챔피언 (1978년 영화)
챔피언(Paradise Alley)은 미국에서 제작된 실베스터 스탤론 감독의 1978년 드라마 영화이다. 실베스터 스탤론 등이 주연으로 출연하였고 존 F. 로치 등이 제작에 참여하였다.

## 출연

### 주연
- 실베스터 스탤론
- 리 카나리토
- 아맨드 아상테

### 조연
- 프랭크 맥래
- 앤 아처
- 케빈 콘웨이
- 테리 펑크
- 조이스 인골스
- 조 스피넬
- 에이미 에클스

## 제작진
- 협력프로듀서: 아서 코바니언
- 미술: 존 W. 코소
- 세트: 제리 애덤스
- 배역: 카로 존스